# Hanno Sachsse
Hildebrand Hanno Sachsse, auch Sachße (* 21. Oktober 1927 in Dresden; † 29. März 2006), war ein deutscher Forstwissenschaftler, Holzwissenschaftler und Hochschullehrer, der zuletzt als Professor an der Universität Göttingen wirkte.

## Werdegang
Nach dem Abitur am Vitzthum-Gymnasium in seiner Heimatstadt und anschließender halbjähriger Arbeit als Waldarbeiter begann Hanno Sachsse 1847 das Studium der Forstwissenschaften an der TU Dresden in Tharandt. Er schloss 1951 als Diplom-Forstingenieur ab und wurde wissenschaftlicher Assistent bei Erich Zieger am Lehrstuhl für Forstbenutzung. Drei Jahre später wurde er mit einer Arbeit über den Schälwiderstand von Fichtenholz zum Dr. forest. promoviert und er wurde Oberassistent. Sachsse begann eine Habilitationsschrift über Strukturprüfung von Hölzern, floh jedoch, bevor er sich habilitieren konnte, in die Bundesrepublik Deutschland.
Sachsse bekam 1958 Arbeit an der Bundesforschungsanstalt für Forst- und Holzwirtschaft in Reinbek bei Hamburg. Dort befasste er sich unter Hans Mayer-Wegelin mit Transmissionselektronenmikroskopie des Holzes. Im Oktober 1962 nahm er eine Stelle als wissenschaftlicher Angestellter am Institut für Forstbenutzung der Georg-August-Universität Göttingen an. 1964 konnte Sachsse sich habilitieren; Thema der erfolgreichen neuen Habilitationsschrift ist das Zugholz der Laubbäume. Sachsse wurde 1969 Privatdozent, dann außerplanmäßiger Professor für Forstnutzung an der Universität Göttingen, 1970 planmäßiger beamteter Professor und später Universitätsprofessor (Forstwissenschaftlicher Fachbereich). 1978 wurde er Fellow der Internationalen Akademie der Holzwissenschaften (IAWS). Den ihm angebotenen Lehrstuhl an seinem Institut und die Stelle des Institutsdirektors lehnte er 1987 ab. Ende März 1993 trat Sachsse in den Ruhestand.
Hanno Sachsse war Sohn des Forstwissenschaftlers Hans Friedrich Sachsse. Er selbst war verheiratet, lebte in Waake und hatte zwei Töchter.

## Forschungsgebiete
Schwerpunkt von Sachsses Forschungen waren die Eigenschaften von Hölzern unter dem Aspekt der Nutzbarmachung. Dabei untersuchte er die Rolle des Standortes für die Holzqualität, außerdem die Reaktionsholzbildung sowie endogene und exogene Einflüsse auf die Bildung von Kernholz oder die Astreinigung. Auch methodische Aspekte wie die Möglichkeiten der Transmissionselektronenmikroskopie und Methoden der Dichtemessung waren Gegenstand seiner Untersuchungen. Technische Fragen, wie die nach dem Einsatz mobiler Sägewerke, bearbeitete er ebenfalls. Sachsse beschäftigte sich darüber hinaus mit Dendrometrie und im Speziellen mit Dendrochronologie.

## Mitgliedschaften und Ehrungen
Sachsse war ab 1977 Mitglied in der International Academy of Wood Science. Der Verein zur Förderung holzbiologischer und holztechnologischer Forschung stiftete den Knigge-Sachsse-Forschungspreis zum Gedenken Wolfgang Knigges, ebenfalls Forstwissenschaftler in Göttingen, und Hanno Sachsses.

## Schriften
Über 100 Veröffentlichung und vier Bücher gingen aus Sachsses Arbeit hervor. Researchgate verzeichnet 25 von ihnen. Seine Qualifikationsarbeiten und weitere Bücher:
- Die Bedeutung der Schälwiderstände für die mechanische Entrindung von Fichtenholz im Forstbetrieb. Neumann, Berlin/Radebeul 1955 (Dissertation Technische Universität Dresden)
- Untersuchungen über Eigenschaften und Funktionsweise des Zugholzes der Laubbäume. Sauerländer, Frankfurt 1965 (Habilitationsschrift Universität Göttingen)
- Contribution to methodic wood structure investigation by the needle piercing method. University of British Columbia, Vancouver 1965 (englische Übersetzung aus der in Tharandt begonnenen Habilitationsschrift)
- Wir bestimmen Holz heimischer Bäume. Neumann, Radebeul 1958
- Einheimische Nutzhölzer und ihre Bestimmung nach makroskopischen Merkmalen. Parey, Hamburg/Berlin 1984, ISBN 978-3-490-07916-9
- Exotische Nutzhölzer. Parey, Hamburg/Berlin 1991, ISBN 978-3-490-07816-2